# Gordon Banks
Gordon Banks (n. 30 decembrie 1937, Sheffield, Anglia, Regatul Unit – d. 12 februarie 2019, Stoke-on-Trent, Anglia, Regatul Unit) a fost un fotbalist englez, decorat cu Ordinul Imperiului Britanic (OBE). Banks este considerat unul din cei mai buni portari din secolul al XX-lea. Banks a făcut parte din echipa de fotbal a Angliei care a câștigat Campionatul Mondial de Fotbal 1966.
În urma unui accident rutier, Banks și-a pierdut vederea la un ochi în 1972.